# Kiel Baltic Hurricanes

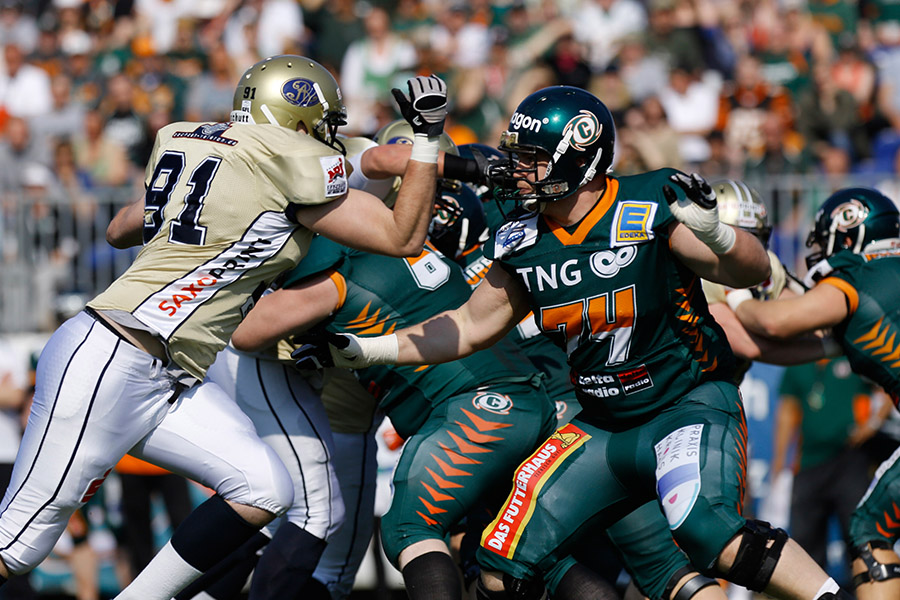
Hurricanes-Offensive-Tackle Nick Wieland gegen einen Verteidiger der Dresden Monarchs. (Foto: Stefan Stuhr)

Die Kiel Baltic Hurricanes sind ein American-Football-Team aus Kiel. Die erste Mannschaft spielt in der German Football League (GFL), der höchsten deutschen Spielklasse im American Football.
Der bislang größte Erfolg des Teams ist die deutsche Meisterschaft 2010. Von 2008 bis 2012 standen die Baltic Hurricanes jeweils im German Bowl und gewannen viermal die GFL Nord. In den Jahren 2014 und 2015 gewannen sie mit dem EFL Bowl zwei europäische Titel.

## Geschichte
| GFL-Spielzeiten | GFL-Spielzeiten | GFL-Spielzeiten | GFL-Spielzeiten | GFL-Spielzeiten | GFL-Spielzeiten | GFL-Spielzeiten | GFL-Spielzeiten | GFL-Spielzeiten | GFL-Spielzeiten | GFL-Spielzeiten | GFL-Spielzeiten |
| Jahr            | Gesamt          | Gesamt          | Gesamt          | Heim            | Heim            | Heim            | Ausw.           | Ausw.           | Ausw.           | TD-Verhältnis   |                 |
| Jahr            | S               | N               | U               | S               | N               | U               | S               | N               | U               | TD-Verhältnis   |                 |
| --------------- | --------------- | --------------- | --------------- | --------------- | --------------- | --------------- | --------------- | --------------- | --------------- | --------------- | --------------- |
| 1996            | 4               | 7               | 0               | 3               | 3               | 0               | 1               | 4               | 0               | 284 : 357       |                 |
| 1997            | 4               | 6               | 0               | 3               | 2               | 0               | 1               | 4               | 0               | 249 : 247       |                 |
| 1998            | 6               | 6               | 0               | 4               | 2               | 0               | 2               | 4               | 0               | 264 : 288       |                 |
| 1999            | 8               | 4               | 0               | 3               | 3               | 0               | 5               | 1               | 0               | 398 : 285       |                 |
| 2000            | 3               | 6               | 1               | 3               | 2               | 0               | 0               | 4               | 1               | 247 : 250       |                 |
| 2001            | 2               | 10              | 0               | 2               | 4               | 0               | 0               | 6               | 0               | 166 : 434       |                 |
| 2002            | 1               | 11              | 0               | 1               | 5               | 0               | 0               | 6               | 0               | 093 : 458       |                 |
| 2007            | 7               | 4               | 1               | 4               | 1               | 1               | 3               | 3               | 0               | 256 : 159       |                 |
| 2008            | 8               | 3               | 1               | 5               | 1               | 0               | 3               | 2               | 1               | 294 : 160       |                 |
| 2009            | 9               | 1               | 0               | 5               | 0               | 0               | 4               | 1               | 0               | 231 : 178       |                 |
| 2010            | 11              | 1               | 0               | 5               | 1               | 0               | 6               | 0               | 0               | 289 : 158       |                 |
| 2011            | 12              | 2               | 0               | 6               | 1               | 0               | 6               | 1               | 0               | 444 : 224       |                 |
| 2012            | 13              | 1               | 0               | 7               | 0               | 0               | 6               | 1               | 0               | 593 : 272       |                 |
| 2013            | 10              | 4               | 0               | 5               | 2               | 0               | 5               | 2               | 0               | 485 : 249       |                 |
| 2014            | 7               | 5               | 0               | 4               | 2               | 0               | 3               | 3               | 0               | 330 : 280       |                 |
| 2015            | 9               | 3               | 0               | 5               | 1               | 0               | 4               | 2               | 0               | 469 : 251       |                 |
| 2016            | 10              | 3               | 1               | 6               | 0               | 1               | 4               | 3               | 0               | 483 : 297       |                 |
| 2017            | 10              | 4               | 0               | 6               | 1               | 0               | 4               | 3               | 0               | 531 : 323       |                 |
| 2018            | 4               | 9               | 1               | 2               | 4               | 1               | 2               | 5               | 0               | 297 : 394       |                 |
| 2019            | 2               | 11              | 1               | 1               | 5               | 1               | 1               | 6               | 0               | 210 : 425       |                 |
| 2020            | –               | –               | –               | –               | –               | –               | –               | –               | –               | –               |                 |
| 2021            | 2               | 8               | 0               | 2               | 3               | 0               | 0               | 5               | 0               | 217 : 429       |                 |
| 2022            | 2               | 7               | 1               | 1               | 4               | 0               | 1               | 3               | 1               | 179 : 311       |                 |
| 2023            | 1               | 11              | 0               | 1               | 5               | 0               | 0               | 6               | 0               | 259:446         |                 |
| Gesamt          | 145             | 127             | 7               | 84              | 52              | 4               | 67              | 69              | 3               | 7268 : 6875     |                 |

### Die Anfänge
Nachdem sich im Jahre 1987 Footballinteressierte in Kiel zusammengefunden hatten, wurde 1988 der American Sports Club Kiel e. V. gegründet, dessen erste Sparte die Kiel Baltic Hurricanes waren. Am 9. April 1989 fand das erste Spiel bei den Norderstedt Chiefs statt und endete mit einer 0:56-Niederlage. Im selben Jahr nahmen die Kieler in der Landesliga (4. Liga) den Spielbetrieb auf. Nach zwei Jahren im Mittelfeld gelang 1991 der Aufstieg in die Regionalliga Nord. Mit einem zweiten Platz gelang dort der sofortige Aufstieg in die 2. Bundesliga. Bereits im zweiten Jahr der Ligazugehörigkeit (1994) wurden die „Canes“ Meister der 2. Liga Nord, verpassten jedoch den Aufstieg in die 1. Bundesliga im Relegationsspiel gegen die Berlin Rebels.

### Aufstieg in die GFL
Nach der Wiederholung der Meisterschaft stiegen die Kieler 1995 in die 1. Bundesliga auf. In der Saison 1996 sicherten sich die Baltic Hurricanes den Klassenerhalt, um dann in den beiden Folgejahren ins Play-off-Viertelfinale einzuziehen, wo sie 1997 den Hanau Hawks und 1998 den Stuttgart Scorpions unterlagen. In der Saison 1999 kamen die Kieler bis ins Halbfinale und mussten sich dort dem späteren Meister Braunschweig Lions geschlagen geben. Nach einem weiteren Einzug ins Viertelfinale, spielten die Kieler 2001 und 2002 in der Relegation gegen den Abstieg. Während dies im ersten Anlauf noch gelang, waren im zweiten Jahr die Dresden Monarchs zu stark. Der sportliche Niedergang war von finanziellen Schwierigkeiten begleitet, so dass die Kieler freiwillig direkt in die Regionalliga abstiegen.
In der Regionalliga gelang der sofortige Aufstieg in Liga 2. Dort lagen die Kieler dann am Ende der Saison 2004 einen Punkt hinter den Cologne Falcons auf Platz 2. Ein Jahr später erreichten sie die Relegation zur GFL, unterlagen dort aber den Düsseldorf Panther. Die Revanche glückte in der Saison 2006, als der Gegner in der Relegation erneut die Panther waren. Mit dem erfahrene Wide Receiver Estrus Crayton, der von den Berlin Adler nach Kiel gewechselt war, gelang die Rückkehr in die GFL.

### Entwicklung zum deutschen Spitzenteam
Mit einem neuen Logo sowie der Verpflichtung von Cheftrainer Kent Anderson und Quarterback Adrian Rainbow von German-Bowl-Gewinner Braunschweig Lions starteten die Baltic Hurricanes mit der Saison 2007 ihre zweite Zeit in der GFL, die bis heute anhält. Mit einem 3. Platz stellten die Kieler auf Anhieb ihre beste Platzierung ein, scheiterten aber im Viertelfinale an den Marburg Mercenaries. In der Saison 2008 erzielten die Canes mit dem Gewinn der GFL Nord ihren bislang größten Erfolg. Mit Siegen über die Weinheim Longhorns und die Berlin Adler standen sie zudem erstmals im German Bowl, dem Endspiel um die deutsche Meisterschaft, wo sie den Braunschweig Lions mit 14:20 unterlagen und Vizemeister wurden. Auch 2009 schafften die Canes den Einzug in den German Bowl. Als Tabellenzweiter schlugen sie Stuttgart im Viertelfinale. Im Halbfinale bei den Schwäbisch Hall Unicorns lagen die Kieler zu Beginn des letzten Quarters mit 21:9 zurück. Durch ein Fieldgoal bei auslaufender Uhr konnten die Hurricanes schließlich mit 22:21 gewinnen und in den German Bowl XXXI einziehen. Dieser ging jedoch mit 28:21 an die Berlin Adler und Kiel war erneut Vizemeister.

#### Deutsche Meisterschaft
Zur Saison 2010 wurde die erste Mannschaft aus dem American Sports Club Kiel e. V. in die im Herbst 2009 gegründete KFV – Kieler Football Vermarktungs GmbH & Co. KG ausgegliedert. Unter ihrem neuen Head Coach Patrick Esume wurden die Canes dann zum ersten Mal Deutscher Meister. Esume, der von Flash de La Courneuve an die Förde wechselte, übernahm das Team Ende 2009 und brachte dabei Quarterback Jeff Welsh mit. Nach dem verlorenen Auftaktspiel gewannen die Hurricanes ihre restlichen elf Saisonspiele und wurden zum zweiten Mal Nordmeister. Nach einem knappen 23:21-Viertelfinalsieg gegen die Stuttgart Scorpions kamen die Dresden Monarchs zum Halbfinale nach Kiel. Die Hurricanes setzen sich in einer Regenschlacht auf der Moorteichwiese mit 14:0 durch. Im German Bowl XXXII in der Frankfurter Commerzbank-Arena trafen sie erneut auf die Berlin Adler. Bei ihrer dritten Finalteilnahme in Folge, gingen sie mit 17:10 zum ersten Mal als Sieger vom Platz.
Als Deutscher Meister nahmen die Kieler 2011 an der European Football League teil, schieden jedoch schon in der Vorrunde zuhause gegen den schwedischen Meister Carlstad Crusaders aus. Auf nationaler Ebene feierten die Baltic Hurricanes in der Saison 2011 und der Saison 2012 jeweils die Nordmeisterschaft und zogen anschließend in den German Bowl ein. Beide Male hieß der Gegner Schwäbisch Hall Unicorns. Im German Bowl XXXIII in der Magdeburger MDCC-Arena unterlagen die Kieler in einer punktereichen Partie mit 44:48. Ein Jahr später im German Bowl XXXIV gab es bei einer 53:56-Niederlage noch mehr Punkte zu bejubeln, allerdings wieder mehr für den Gegner. Neben Quarterback Jeff Welsh war vor allem Runningback Trevar Deed ein Faktor in der starken Offense. Er erzielte in nur einer Saison 258 Punkte und erlief 2373 Yards.

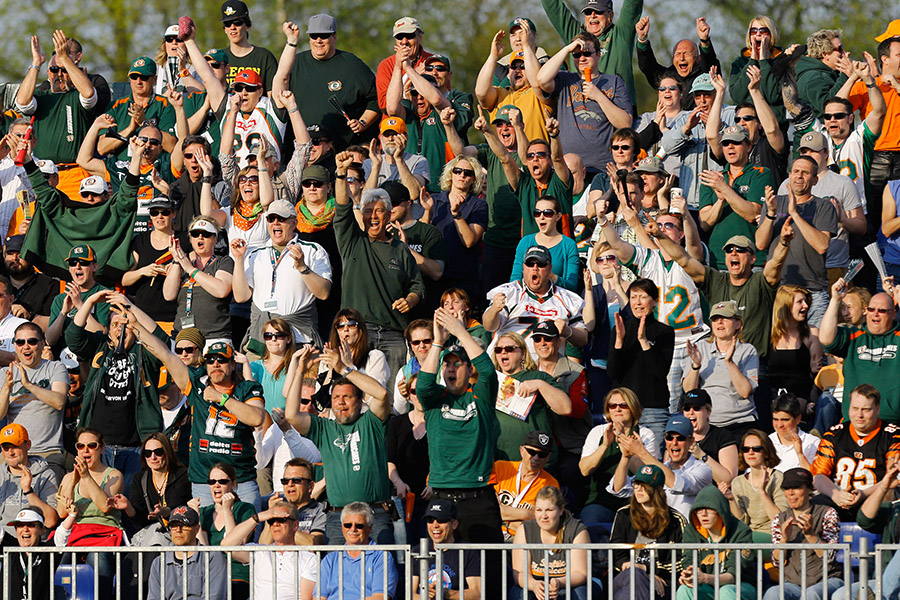
Die Hurricanes-Fans feuern ihr Team an (Foto: Stefan Stuhr, 2014)

### Internationale Erfolge
Zur Saison 2013 wechselten Welsh und Deed nach Dresden, wo ihnen wieder der Einzug ins Endspiel gelang. Für Kiel dagegen endete die Serie von fünf German-Bowl-Teilnahmen. Nach einem dritten Platz in der GFL Nord und einem 47:9-Sieg über Marburg im Viertelfinale verloren sie knapp mit 29:34 gegen den späteren Meister New Yorker Lions aus Braunschweig. Für die Saison 2014 verpflichteten die Canes den US-Amerikaner Nick Lamaison für die Quarterback-Position. Nach einer Daumenverletzung fiel Lamaison lange aus. Entsprechend landeten die Kieler nur auf Platz 4. Im Viertelfinale scheiterten sie deutlich am Südmeister aus Schwäbisch Hall und schieden damit zum ersten Mal seit 2007 bereits in der ersten Runde der Play-offs aus. Auf europäischer Ebene waren die Kieler in diesem Jahr erfolgreicher. In der European Football League, damals der zweithöchste Wettbewerb nach der Big6, qualifizierten sie sich als Gruppenerster für den EFL Bowl. Im heimischen Kilia Stadion trafen sie auf den spanischen Meister, die Badalona Dracs, die sie mit 40:0 schlugen und so den ersten europäischen Titel der Vereinsgeschichte gewannen. Nach dem Ende der Saison trennten sich die Kiel Baltic Hurricanes und Cheftrainer Patrick Esume nach fünf Jahren gemeinsamer Arbeit.
In der EFL 2015 qualifizierten sich die Kieler erneut für den EFL Bowl, in dem sie mit den Allgäu Comets dieses Mal ein deutsches Team im heimischen Stadion empfingen. Mit einem 49:28-Sieg konnten sie ihren Titel aus dem Vorjahr erfolgreich verteidigen. In der GFL-Saison trafen sie nach einem dritten Platz in der Nordgruppe in den Play-offs erneut auf die Comets. Dieses Mal hatten die Allgäuer sowohl Heimrecht als auch das besser Ende für sich. Die Canes verpassten damit wie im Vorjahr das Halbfinale. Topscorer der Kieler war Tyler Davis, der in 13 GFL-Spielen 150 Punkte erzielte. Auch in der Saison 2016 nahmen die Canes an der EFL teil. In der Gruppenphase starteten sie allerdings mit einer 24:31-Niederlage in Overtime gegen die Amsterdam Crusaders. Da die Crusaders auch ihr zweites Spiel gewannen, war für die Kieler dieses Jahr bereits in der Vorrunde Schluss. In der GFL erreichten die Canes mit einem dritten Platz zum zehnten Mal in Folge die Play-offs, wo sie auf EFL-Sieger Frankfurt Universe trafen. Mit 10:3 setzten sie sich die Kieler in einer Defense-Schlacht durch. Im Halbfinale unterlagen sie dann eine Woche später dem Titelverteidiger und späteren German-Bowl-Sieger New Yorker Lions mit 21:38. Runningback Christopher McClendon konnte mit 152 Punkten die Marke seines Landsmann aus dem Vorjahr sogar noch übertreffen.
Im Jahr 2017 traten die Baltic Hurricanes international nicht mehr an. In der GFL-Saison konnten sie durch zwei Siege gegen die Dresden Monarchs seit langem wieder Platz 2 erringen und sich damit ein Play-off-Heimspiel sichern. Nach einem Sieg über Marburg trafen die Kieler im Halbfinale auf die Schwäbisch Hall Unicorns, denen sie deutlich mit 33:11 unterlagen. Wie im Vorjahr schieden sie damit im Halbfinale gegen den späteren Deutschen Meister aus. Die Serie von elf Play-off-Teilnahmen in Folge endete dann in der Saison 2018, als die Canes nicht über einen sechsten Platz hinaus kamen. Nach der Saison, im Oktober 2018 meldete die KFV Insolvenz an. Die erste Mannschaft wurde wieder in den Verein integriert. Dieser durfte die Lizenz für die GFL erhielt, was den Baltic Hurricanes den Verbleib in GFL ermöglichte. In der Saison 2019 verloren die Kieler dann weiter den Anschluss zur Spitze. Mit nur zwei Siegen gegen den späteren Absteiger, die Düsseldorf Panther, wurden die Canes Siebter der Gruppe Nord und konnten sich so zumindest den Klassenerhalt sichern.

### Baltic Hurricanes Ladies
Die erste Frauenmannschaft in Kiel wurde 1991 als Kiel Baltic Witches gegründet, löste sich aber bereits 1994 nach einigen Trainingsspielen und der Teilnahme am Ligabetrieb im selben Jahr wieder auf. Die Neugründung unter selbem Namen fand daraufhin 1999 statt und seit der Saison 2000 spielt das Team mit einigen Unterbrechungen wieder im deutschen Ligasystem für Frauen.
Von 2000 bis einschließlich der Saison 2006 erreichten die Witches drei Mal die Play-offs, scheiterten jedoch jeweils im Halbfinale, wodurch ihnen die Teilnahme am Ladiesbowl und damit die Chance auf den Deutschen Meistertitel verwehrt blieb. Nachdem sie in der darauffolgenden Spielzeit 2007 aufgrund Spielerinnenmangels nicht an der Liga hatten teilnehmen können, kehrten sie zur Saison 2008 zusammen mit den Flensburg Sealadies als Spielgemeinschaft zurück. Um weiter eigenständig Spielen zu können, entschieden sich die Witches für eine Teilnahme an der neu gegründeten 2. Bundesliga (DBL2) ab dem darauffolgenden Jahr. Diese hat den Vorteil, dass dort nur mit 9 Spielerinnen auf dem Feld gespielt wird, womit insgesamt weniger Spielerinnen benötigt werden.
Mit der Teilnahme in der DBL2 kam auch wieder die Erfolgssträhne nach Kiel. Bereits in der Saison 2009 spielten sie die erste perfekte Saison des Teams und konnten den Gruppensieg feiern. Wie auch schon zuvor in der 1. Bundesliga scheiterten sie allerdings erneut bereits im Halbfinale. Ein Jahr später verpassten sie zwar den Gruppensieg aufgrund des verlorenen Tie-Breaks, einen Platz in den Play-offs konnten sie sich aber dennoch sichern. Doch auch in dieser Saison stellte das Halbfinale eine zu große Hürde dar. Im Anschluss an die Saison 2010 erfolgte für die Witches die Umbenennung in Kiel Baltic Hurricanes Ladies.
Auch nach der regulären Saison 2011 standen die Kielerinnen wieder auf dem zweiten Gruppenplatz, was sie eigentlich wie in den Vorjahren auch für die Play-offs qualifizierte. In diesem Jahr verzichteten sie allerdings auf die Teilnahme.
Im Rahmen der Vergrößerung der 1. Bundesliga zur Saison 2012 stiegen auch die Kielerinnen in die oberste Spielklasse auf. Trotz des höheren Spielniveaus und des benötigten größeren Kaders schafften sie es, drei ihrer acht Spiele zu gewinnen und am Ende auf einem soliden dritten Gruppenplatz zu stehen. Da ihnen damit allerdings die Teilnahme an den Play-offs verwehrt blieb, war die Saison für sie an dieser Stelle vorbei. Daran anschließend legten die Baltic Hurricanes Ladies ein Pausenjahr ein, um ein neues Team aufbauen zu können.
Zur Saison 2014 kehrten zum einen die Kielerinnen in die DBL2 und zum anderen ihr Erfolg zurück. Zunächst schafften sie es erneut eine perfekte Saison zu spielen, den Gruppensieg zu holen und sich für die Play-offs zu qualifizieren. Außerdem schafften sie es mit 9:0 die Cologne Falconets und damit ihr erstes Halbfinalspiel in der Teamgeschichte zu gewinnen. Im darauffolgenden Finale gastierten sie in München bei den Rangers Ladies. Nachdem sie bereits nach der ersten Halbzeit mit 20:11 geführt hatten, schafften sie es auch, die Münchnerinnen mit einem Endstand von 39:27 zu besiegen und ihren Zweitligameistertitel zu gewinnen. Neben dem Titelgewinn nutzen die Kielerinnen anschließend zudem die Chance, wieder in die 1. Bundesliga aufzusteigen, da in der dortigen Gruppe Nord ein Platz frei geworden war.
Mit der Saison 2015 fielen die Baltic Hurricanes Ladies wieder in ihr voriges Muster: Sie erreichten nach einer durchschnittlichen Saison den zweiten Gruppenplatz, schieden allerdings im Halbfinale mit einem deutlichen 3:26 gegen die damals amtierenden Deutschen Meisterinnen der Mülheim Shamrocks wieder aus.
Ab 2016 fanden sie sich bis 2019 jeweils auf dem dritten Gruppenplatz wieder, was 2017 und 2018 auch den Letzten bedeutete. Nachdem die Saison 2020 und 2021 aufgrund der COVID-19-Pandemie hatten ausfallen müssen, machte Kiel 2022 so weiter wie sie aufhörten und schlossen die reguläre Spielzeit auf dem dritten Platz ab. Mit der Saison 2023 brach die Leistung der Kielerinnen ein und sie endeten sieglos auf dem letzten Gruppenplatz.
Obwohl es in der DBL keine offiziellen Abstiegsplätze gab, entschieden sie sich für die Saison 2024 für den Abstieg in die DBL2. Nach acht Spielzeiten kehrten sie damit in die Zweitklassigkeit zurück. Mit zwei knappen Saisonsiegen gegen die Oldenburg Knights Valkyries konnten sie zwar dem letzten Gruppenplatz entgehen, blieben ansonsten allerdings sieglos. Im Verlauf der Saison 2025 mussten sich die Kielerinnen aufgrund von Personalmangel vom Spielbetrieb zurückziehen. Bis zu dem Zeitpunkt hatten sie eins von fünf Spielen gewonnen.

## Erfolge und Platzierungen

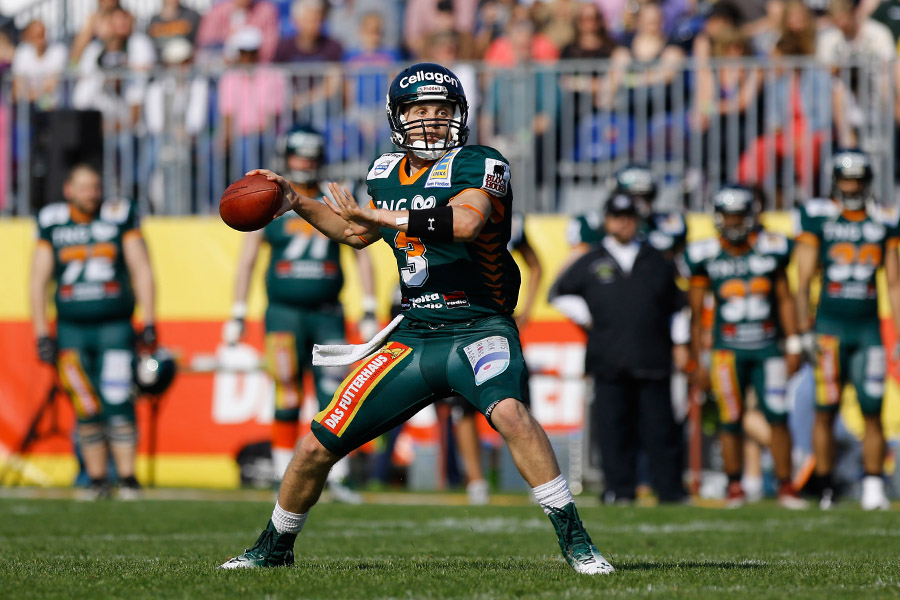
Hurricanes QB 2014 Nick Lamaison (Foto: Stefan Stuhr)

| Jahr | Liga                                 | Platz                                | Punkte                               | Anmerkungen                                                                                          |
| ---- | ------------------------------------ | ------------------------------------ | ------------------------------------ | --- |
| 1989 | Landesliga Nord                      | 4.                                   | 8:10                                 | |
| 1990 | Landesliga Nord A                    | 4.                                   | 4:8                                  | Aufstieg in die Verbandsliga Nord                                                                    |
| 1991 | Verbandsliga Nord                    | 1.                                   | 10:2                                 | Aufstieg in die Regionalliga Nord                                                                    |
| 1992 | Regionalliga Nord                    | 2.                                   | 14:6                                 | Aufstieg in die 2. Bundesliga Nord                                                                   |
| 1993 | 2. Bundesliga Nord                   | 3.                                   | 8:8                                  | |
| 1994 | 2. Bundesliga Nord                   | 1.                                   | 22:2                                 | Meister 2. Bundesliga Nord/Relegation gegen die Berlin Rebels verloren                               |
| 1995 | 2. Bundesliga Nord                   | 1.                                   | 22:2                                 | Meister 2. Bundesliga Nord/Aufstieg ohne Relegation                                                  |
| 1996 | 1. Bundesliga Nord                   | 5.                                   | 8:14                                 | |
| 1997 | 1. Bundesliga Nord                   | 4.                                   | 8:12                                 | DM-Viertelfinale                                                                                     |
| 1998 | 1. Bundesliga Nord                   | 4.                                   | 12:12                                | DM-Viertelfinale                                                                                     |
| 1999 | 1. Bundesliga Nord                   | 3.                                   | 16:8                                 | DM-Halbfinale                                                                                        |
| 2000 | GFL Nord                             | 4.                                   | 7:13                                 | DM-Viertelfinale                                                                                     |
| 2001 | GFL Nord                             | 6.                                   | 4:20                                 | Relegation gegen die Berlin Adler gewonnen                                                           |
| 2002 | GFL Nord                             | 6.                                   | 2:22                                 | Relegation gegen die Dresden Monarchs verloren/Rückzug in die Regionalliga Nordost                   |
| 2003 | Regionalliga Nordost                 | 1.                                   | 24:4                                 | Aufstieg in die 2. Bundesliga Nord                                                                   |
| 2004 | 2. Bundesliga Nord                   | 2.                                   | 24:4                                 | |
| 2005 | 2. Bundesliga Nord                   | 1.                                   | 24:4                                 | Meister 2. Bundesliga Nord/Relegation gegen die Düsseldorf Panther verloren                          |
| 2006 | 2. Bundesliga Nord                   | 1.                                   | 20:2                                 | Meister 2. Bundesliga Nord/Relegation gegen die Düsseldorf Panther gewonnen/Aufstieg in die GFL Nord |
| 2007 | GFL Nord                             | 3.                                   | 15:9                                 | DM-Viertelfinale gegen die Marburg Mercenaries verloren                                              |
| 2008 | GFL Nord                             | 1.                                   | 17:7                                 | German Bowl XXX (DM-Finale) 14:20 gegen die Braunschweig Lions verloren                              |
| 2009 | GFL Nord                             | 2.                                   | 18:2                                 | German Bowl XXXI (DM-Finale) 21:28 gegen die Berlin Adler verloren                                   |
| 2010 | GFL Nord                             | 1.                                   | 22:2                                 | German Bowl XXXII (DM-Finale) 17:10 gegen die Berlin Adler gewonnen                                  |
| 2010 | EFL                                  |                                      |                                      | ausgeschieden in der Vorrunde                                                                        |
| 2011 | GFL Nord                             | 1.                                   | 24:4                                 | German Bowl XXXIII (DM-Finale) 44:48 gegen die Schwäbisch Hall Unicorns verloren                     |
| 2012 | GFL Nord                             | 1.                                   | 26:2                                 | German Bowl XXXIV (DM-Finale) 56:53 gegen die Schwäbisch Hall Unicorns verloren                      |
| 2013 | GFL Nord                             | 3.                                   | 20:8                                 | DM-Halbfinale mit 29:34 gegen die New Yorker Lions verloren                                          |
| 2014 | GFL Nord                             | 4.                                   | 14:10                                | DM-Viertelfinale 24:50 gegen die Schwäbisch Hall Unicorns verloren                                   |
| 2014 | EFL                                  |                                      |                                      | EFL-Bowl-Sieger                                                                                      |
| 2015 | GFL Nord                             | 3.                                   | 18:6                                 | DM-Viertelfinale mit 27:39 gegen die Allgäu Comets verloren                                          |
| 2015 | EFL                                  |                                      |                                      | EFL-Bowl-Sieger                                                                                      |
| 2016 | GFL Nord                             | 3.                                   | 21:7                                 | Halbfinale mit 21:38 gegen die New Yorker Lions verloren                                             |
| 2016 | EFL                                  |                                      |                                      | ausgeschieden in der Vorrunde                                                                        |
| 2017 | GFL Nord                             | 3.                                   | 20:8                                 | Halbfinale mit 11:33 gegen die Schwäbisch Hall Unicorns verloren                                     |
| 2018 | GFL Nord                             | 6.                                   | 9:19                                 | |
| 2019 | GFL Nord                             | 7.                                   | 5:23                                 | |
| 2020 | keine Saison wegen Covid-19-Pandemie | keine Saison wegen Covid-19-Pandemie | keine Saison wegen Covid-19-Pandemie | keine Saison wegen Covid-19-Pandemie                                                                 |
| 2021 | GFL Nord                             | 5.                                   | 4:16                                 | |
| 2022 | GFL Nord                             | 7.                                   | 5:15                                 | |
| 2023 | GFL Nord                             | 7.                                   | 2:22                                 | |
| 2024 | GFL Nord                             | 6.                                   | 10:14                                | |

## Teams im ASC Kiel
- Kiel Baltic Hurricanes II (Herren-Tackle) → 2015: Oberliga Nord
- Baltic Hurricanes Ladies (Damen-Tackle) → German Football League Women 2 Nord
- Flag Hurricanes → DFFL Nord
- A-Jugend (U19)
- B-Jugend (U16)
- C-Jugend (U13)
- KBH Cheerleader (Cheerleading): Damen, Jugend und Peewee
- Canes Alumni (Zusammenschluss ehemaliger Spieler der Kiel Baltic Hurricanes)→ unabhängige Gruppierung außerhalb des ASC Kiel e. V.

## Sonstiges
Bis zum Ende der Saison 2009 hatten die Baltic Hurricanes mit dem Malteser Hilfsdienst e. V. Kiel einen Charity-Partner-Vertrag geschlossen. Die Malteser stellen dabei den ehrenamtlichen Sanitätsdienst auf den Spielen im Kieler Holstein-Stadion und die Malteser Jugend Kiel macht im Rahmenprogramm für das Ehrenamt stark.
Im Gegenzuge werben die Canes auf 60 Fahrdienstwagen der Malteser in Kiel. Mehrere Spieler haben die Fahrer der Behindertenfahrzeuge bei ihrer Arbeit unterstützt, darüber hinaus wird immer mehr Rollstuhlfahrern der Zugang zu den Spielen ermöglicht.
Das Flag-Team der Kiel Baltic Hurricanes gewannen am 16. Oktober 2021 den DFFL Bowl mit 18:13 gegen das Flag-Team der Dresden Monarchs.